# El Hammam
El Hammam (franska: El Hammam (CR), El Hammam (Commune Rurale), arabiska: سيدي لامين) är en kommun i Marocko.   Den ligger i provinsen Khénifra och regionen Béni Mellal-Khénifra, i den nordöstra delen av landet, 140 km sydost om huvudstaden Rabat. Antalet invånare är 13 221.